# 大聖堂

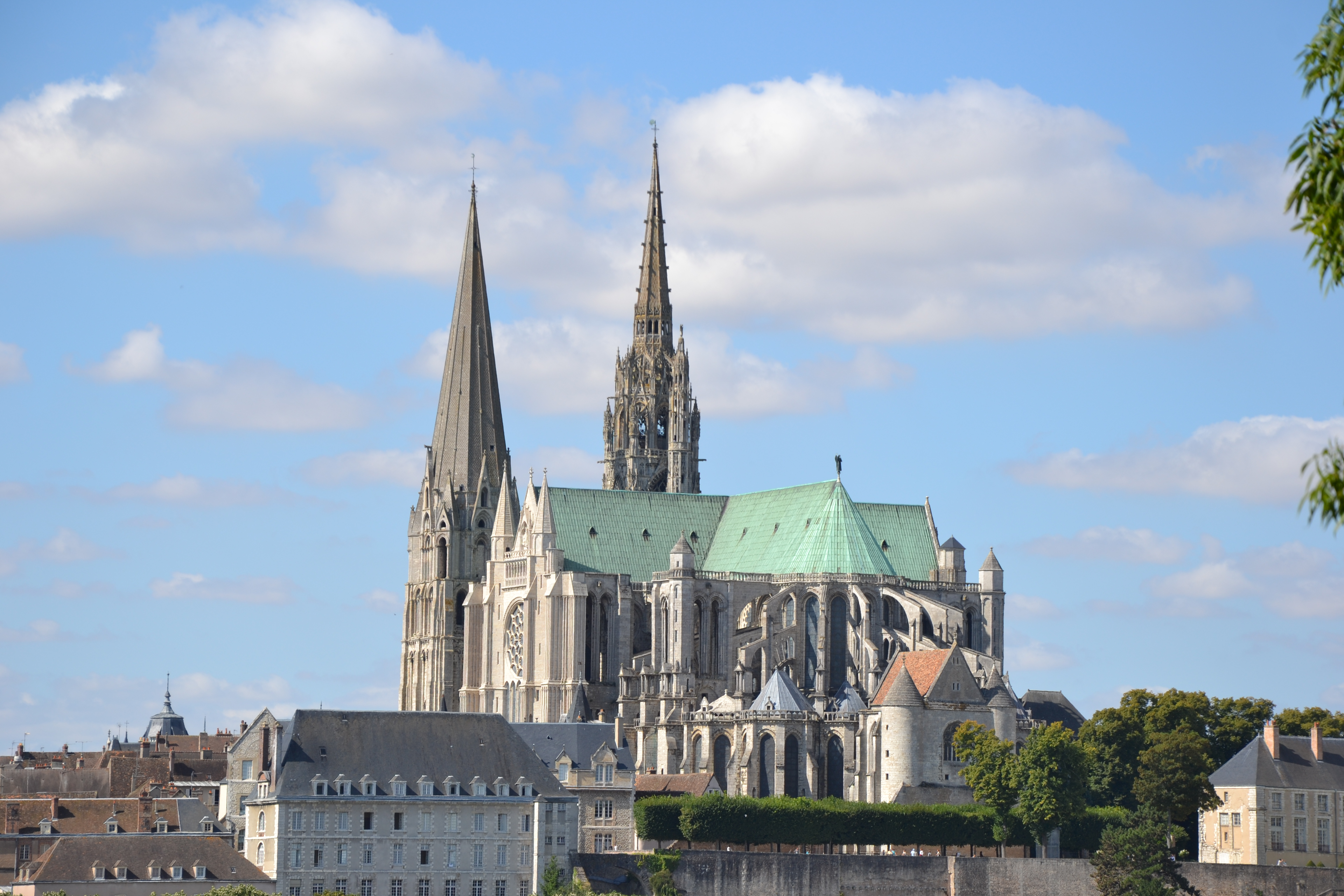
フランス、シャルトル大聖堂。

大聖堂（だいせいどう）は、キリスト教の宗教建築の種別のひとつ。語義には教派によって差がある。日本のカトリック教会では「カテドラル」との片仮名表記も頻繁に用いられるが、日本の他教派ではこれはあまり用いられない。

## 語意

### 東方教会

#### 正教会

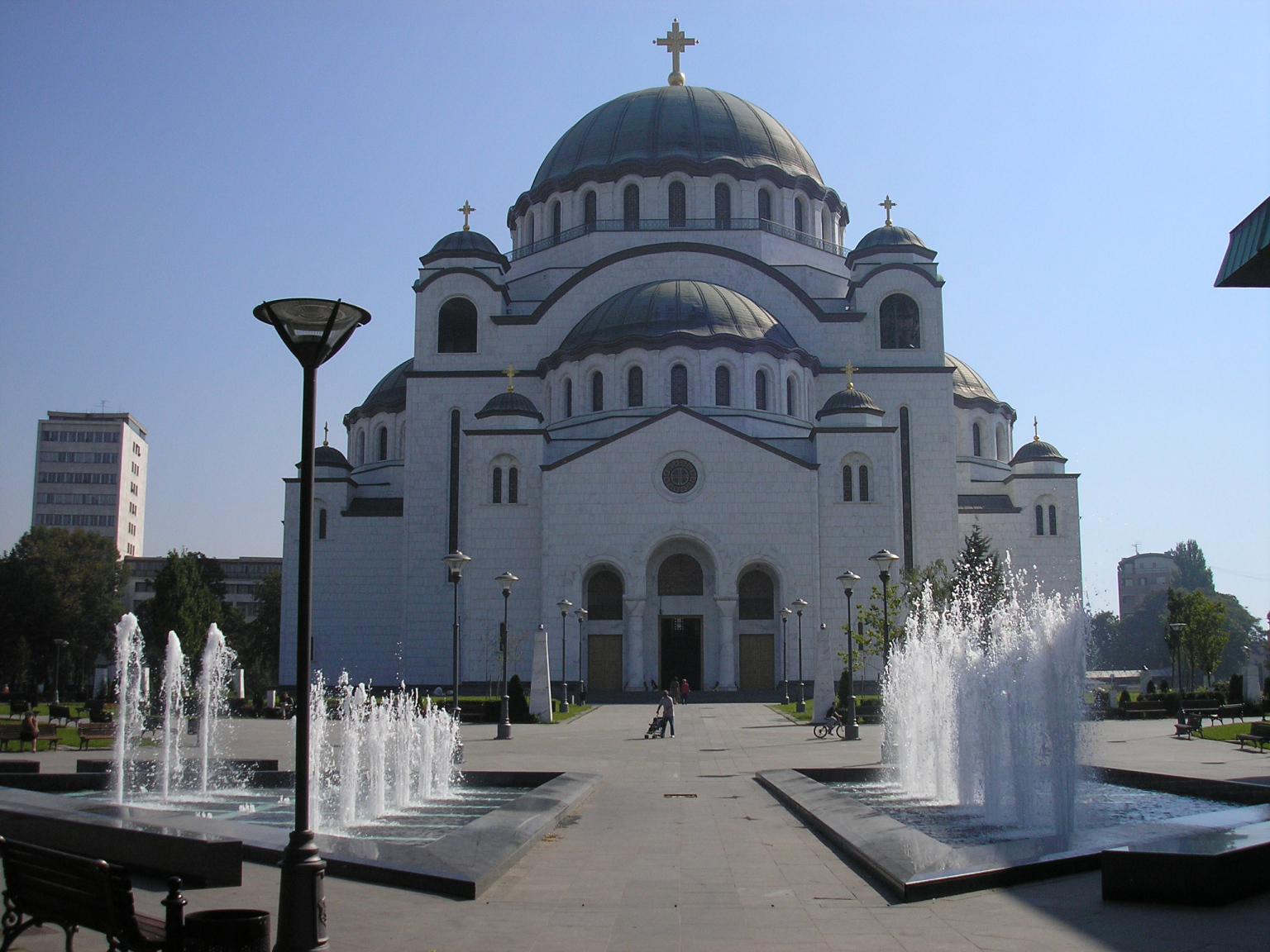
聖サワ大聖堂。主教座聖堂ではない大聖堂の例。
（ベオグラード・セルビア正教会）

正教会の場合は、片仮名表記「カテドラル」は用いられない。用いられている「大聖堂」の表記についてもカトリック教会とは異なる語義を有する。
主教座聖堂でなくともロシア語の"собо́р"（サボール）は街や修道院の中の大きい主要な聖堂を指し「大聖堂」と訳されるのが普通であり、さらに主教座聖堂・主教座教会であっても小規模な聖堂を「大聖堂」と呼称しない場合がある。正教会では主教が管掌することを意味する言葉「主教座」と、大型の聖堂を意味する「大聖堂」とは、別の言葉として扱われており、「大聖堂」か「聖堂」かは規模によって記述されることが多い。
したがって「主教座ではない大聖堂」（例：聖サワ大聖堂）も、「主教座聖堂（大聖堂ではない）」も正教会には存在する。
ギリシャ語の"καθεδρικός"（カセドリコス）とロシア語の"кафедра́льный"（カフィドラーリヌィ）は「カテドラル」と語形上は同一であるが、意味上は「大聖堂」ではなく「主教座」（希: καθέδρα、露: ка́федра）に対応し、また形容詞であるため単独では用いられない。他方、ギリシャ語の"ναός"（ナオス）、ロシア語の"собор", "храм"（フラム）に「大聖堂」の訳語が対応する。ただし、"ναός", "храм"は大聖堂のみならず通常の聖堂にも用いられる語であり、キリスト教以外の神殿・寺院の呼称でもある。
英語には対応する語句の使い分けがない。
"καθεδρικός ναός"（ギリシャ語）, "кафедральный собор"（ロシア語）は、日本語では「主教座大聖堂」ではなく単に「大聖堂」と表記・通称されることが多いが、様々な例外的表現が存在する。また、ギリシャ語・ロシア語の媒体においても主教座大聖堂を指して、「主教座」の部分を省略し単に「大聖堂」に当たる言葉で呼称している事例も多く存在する（むしろ一般的）。
英語では単に"Cathedral"とのみ表記されることが多く、ギリシャ語・ロシア語・日本語のような「主教座」と「大聖堂」の使い分けに当たる言葉がない。
| ギリシャ語        | ロシア語             | ロシア語             | 日本語           | 英語      |
| ----------------- | -------------------- | -------------------- | ---------------- | --------- |
| (καθεδρικός) ναός | (кафедра́льный) собо́р | (кафедра́льный) собо́р | （主教座）大聖堂 | cathedral |
| ναός              | собо́р                | храм                 | 大聖堂           | cathedral |
| ναός              | -                    | храм                 | 聖堂             | church    |
| ναός              | -                    | храм                 | 聖堂             | chapel    |
| παρεκκλήσιο       | часо́вня              | часо́вня              | 聖堂（小礼拝堂） |           |

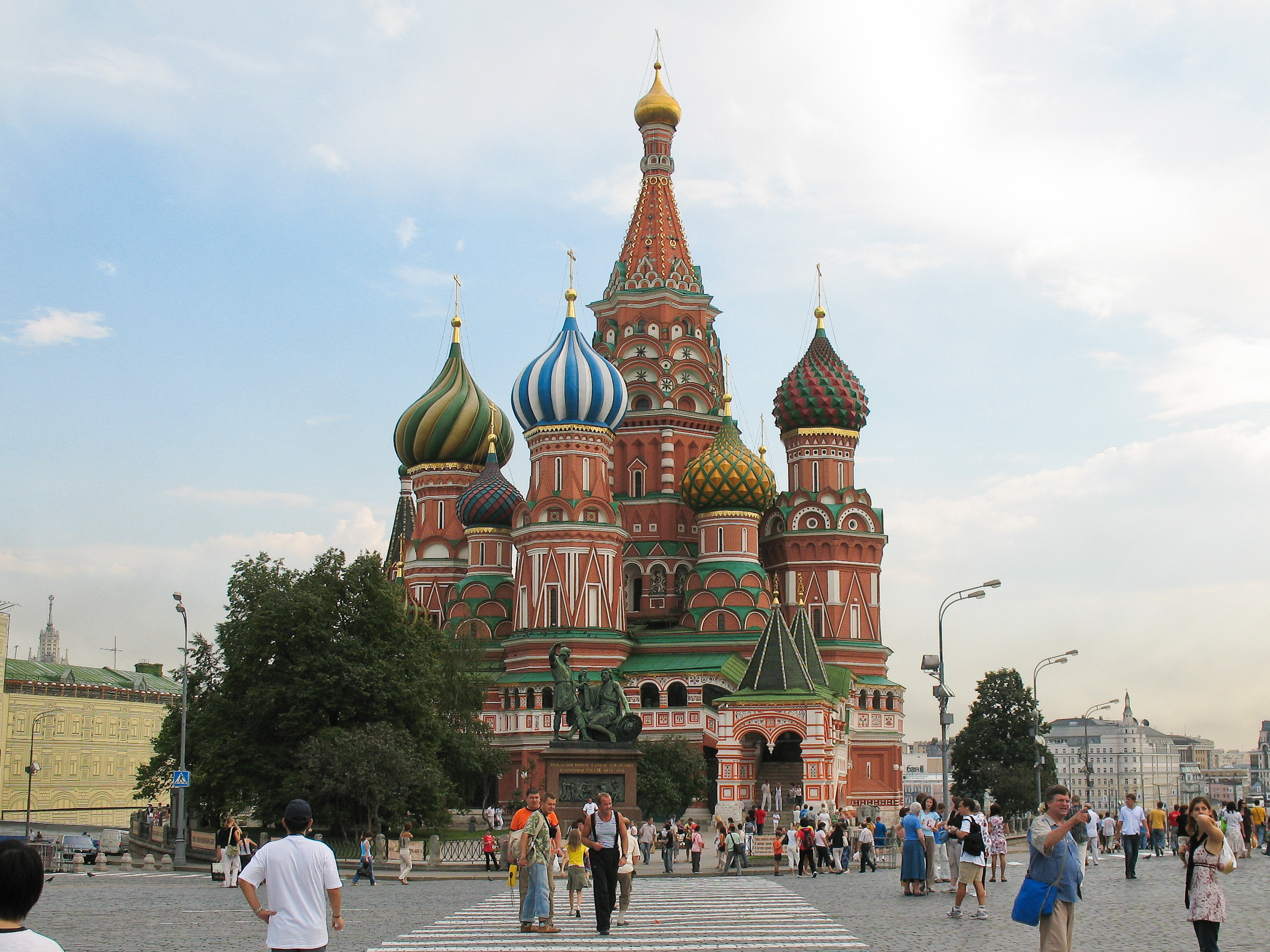
聖ワシリイ大聖堂 （モスクワ・ロシア正教会）
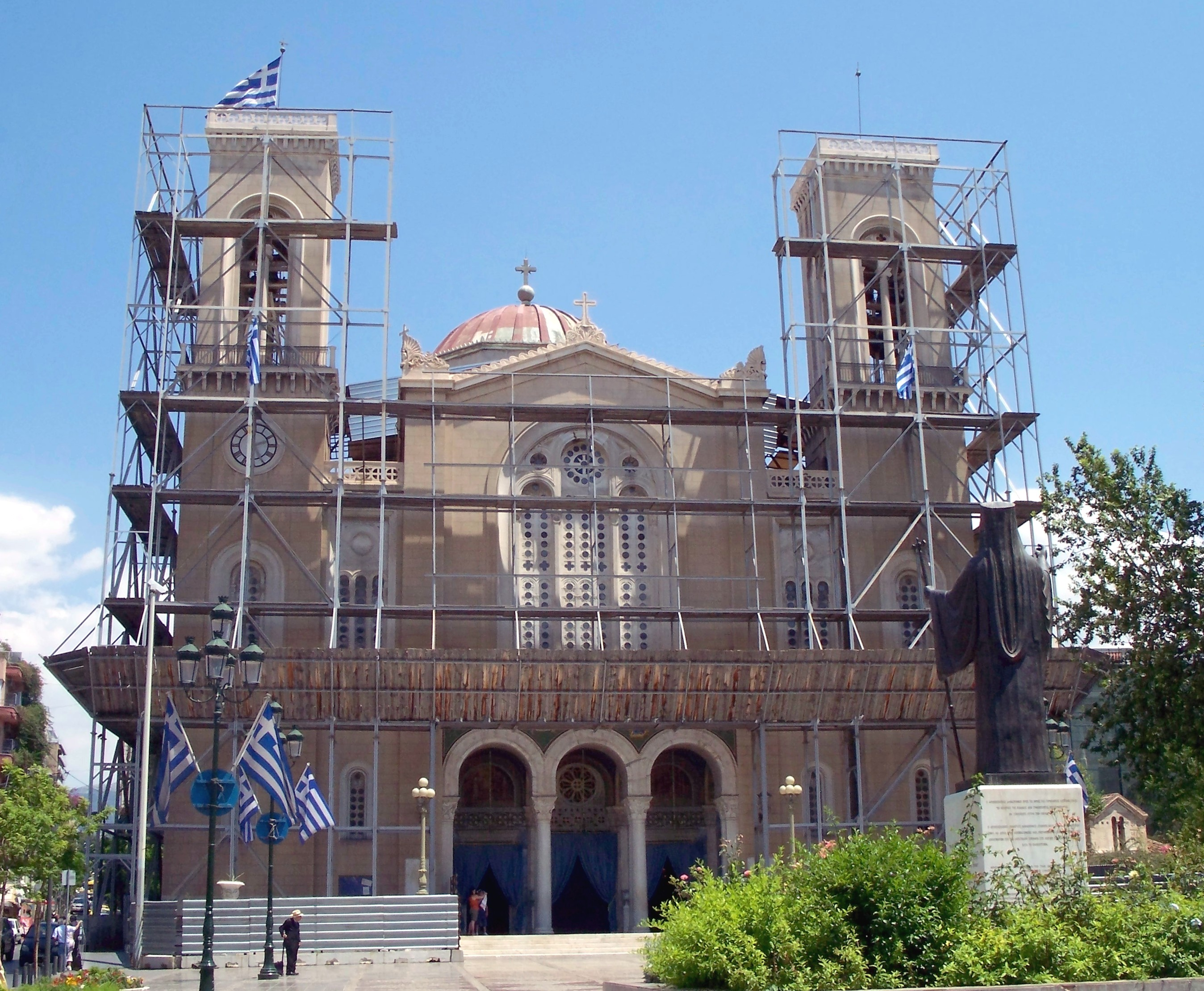
生神女福音大聖堂 （アテネ・ギリシャ正教会）
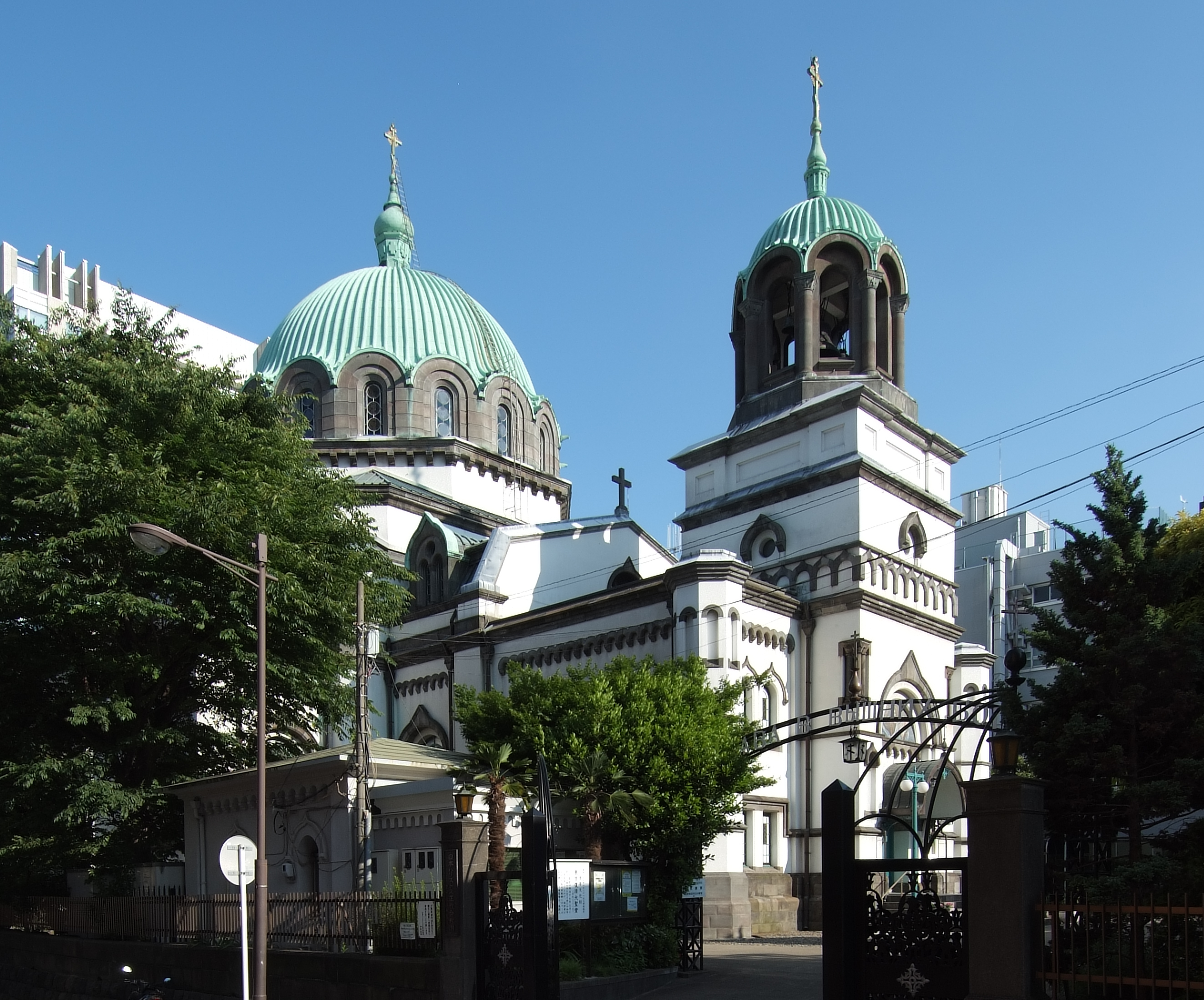
ニコライ堂 （千代田区・日本正教会）

### 西方教会

#### カトリック教会

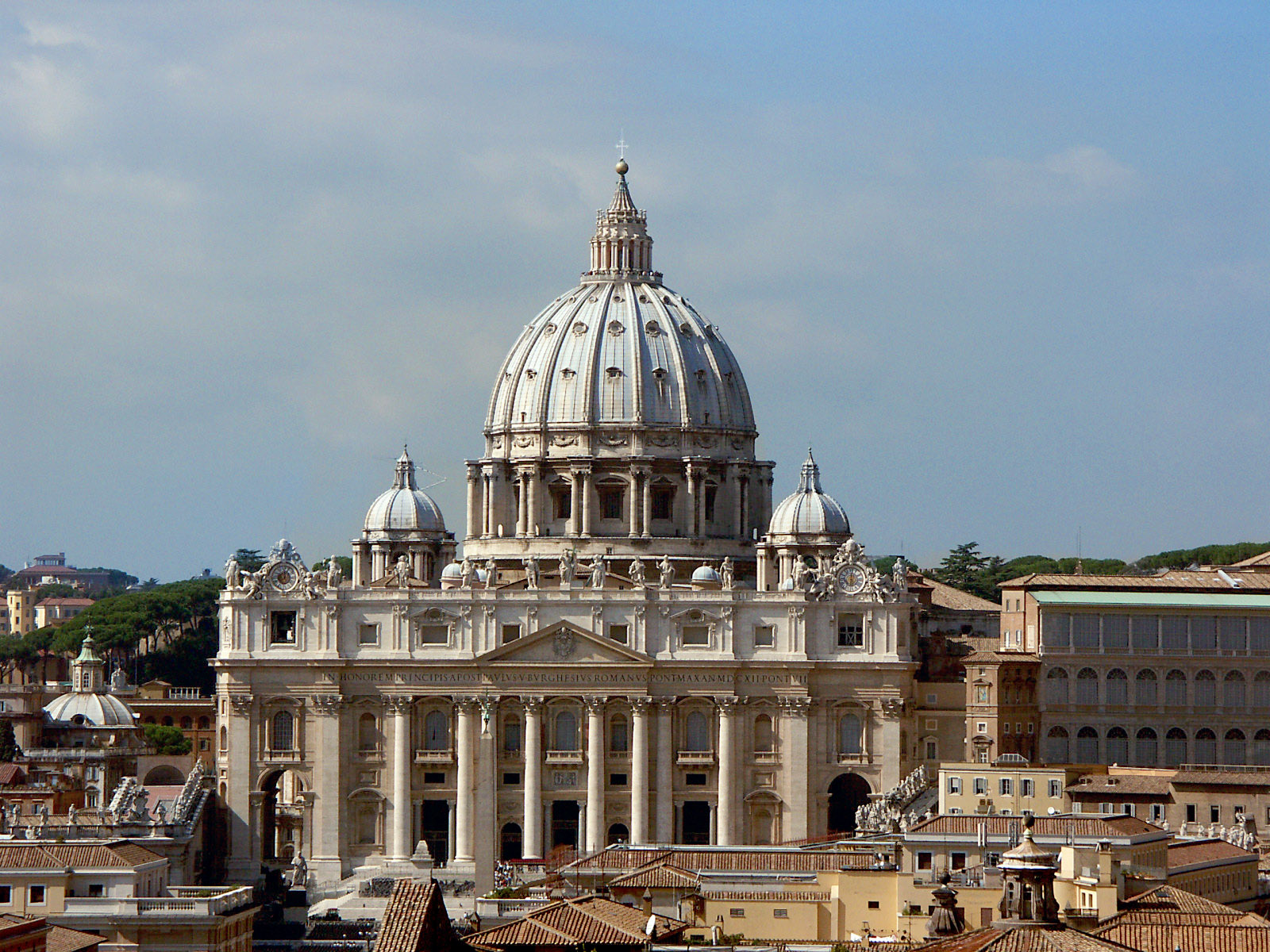
サン・ピエトロ大聖堂

カトリック教会においては、司教座聖堂（カテドラル）のことを指す。祭壇の内陣中央に設けられる司教が座るための椅子すなわち司教座（ラテン語で cathedra）を持つ聖堂（教会堂）のことであり、司教が長を務める聖堂である。ヨーロッパなどでは古来、市役所などと共に都市の中心にある広場に面して建てられるのが慣例であった。
国内で一般的に「大聖堂」と称するものは、東京カテドラル聖マリア大聖堂、大阪高松カテドラル聖マリア大聖堂などの司教座聖堂がある。また、例外的にカトリック夙川教会（聖テレジア大聖堂）は、現在は司教座聖堂ではないものの1945年から1963年までカトリック大阪大司教区の臨時司教座が置かれていたため、いまも「大聖堂」と呼ばれることがある。
カトリック教会における特別に重要な聖堂（教会堂）としては、カテドラルの他にバシリカと呼ばれる種別がある。カテドラルでありつつバシリカでもある聖堂も存在する。カテドラルでもある聖堂は日本語では概ね「大聖堂」と訳されるが、現地語ではカテドラルではなくバシリカと名乗っている例もある。ドイツ語圏ではドーム (Dom) が一般的だが、ミュンスター（Münster）の例も見られる。イタリア語ではカッテドラーレ (Cattedrale) あるいはドゥオーモ (Duomo) とも呼ばれる。
日本語の文脈では「大聖堂」という語を単に「大きい聖堂」を意味する語として誤用し、大きなアビー（僧院）やパリッシュ・チャーチ（小教区）を「大聖堂」と紹介することがしばしばあるが、アビーは教区や教会区といった担当地域を持たない宗教施設（修道院）、パリッシュ・チャーチは司教座聖堂の下位の教会で司教ではない聖職者が担当する教会区（小教区）の教会のことであり、「カテドラル」ではない。

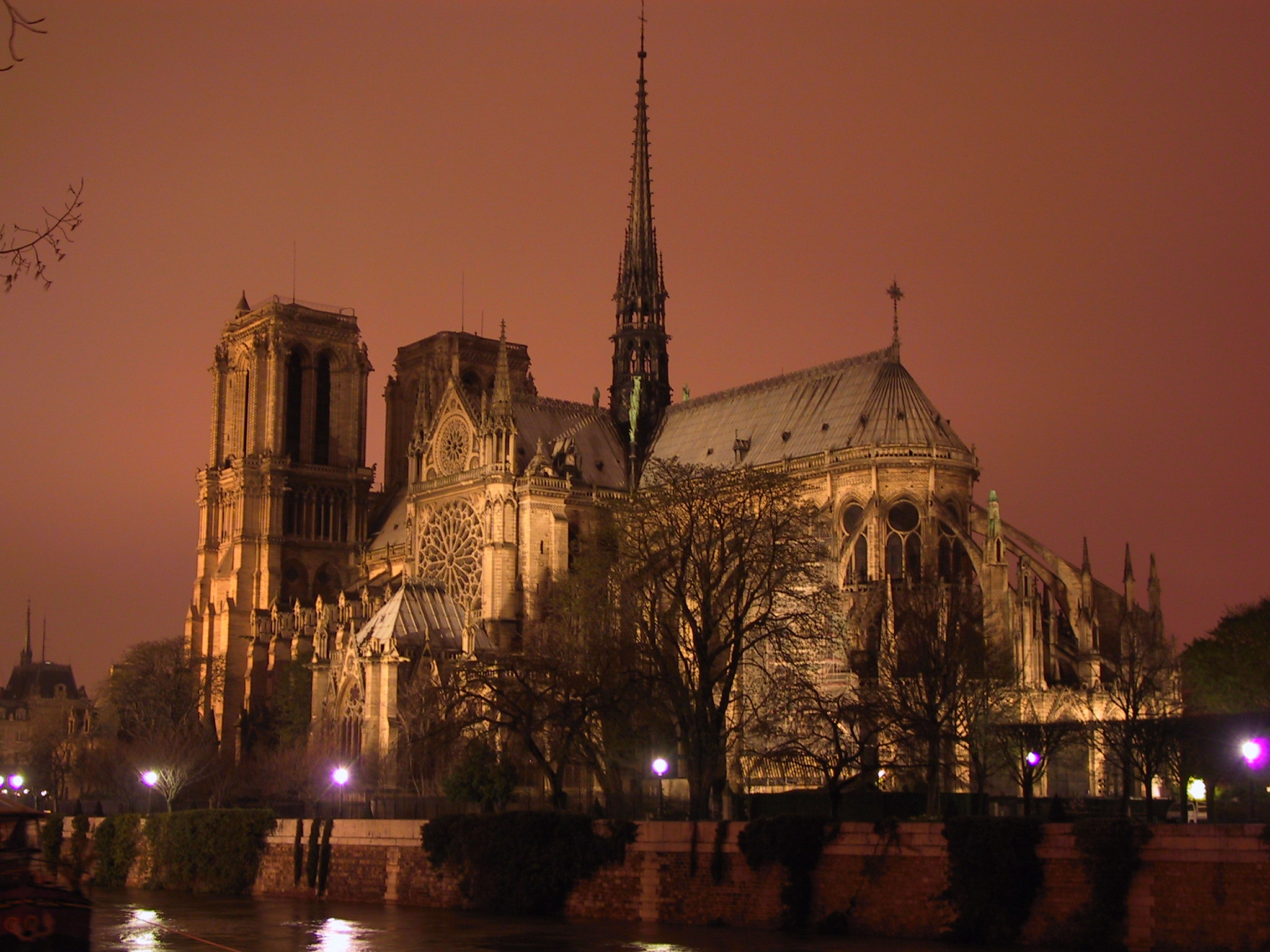
パリのノートルダム大聖堂の夜景 （カトリック教会）
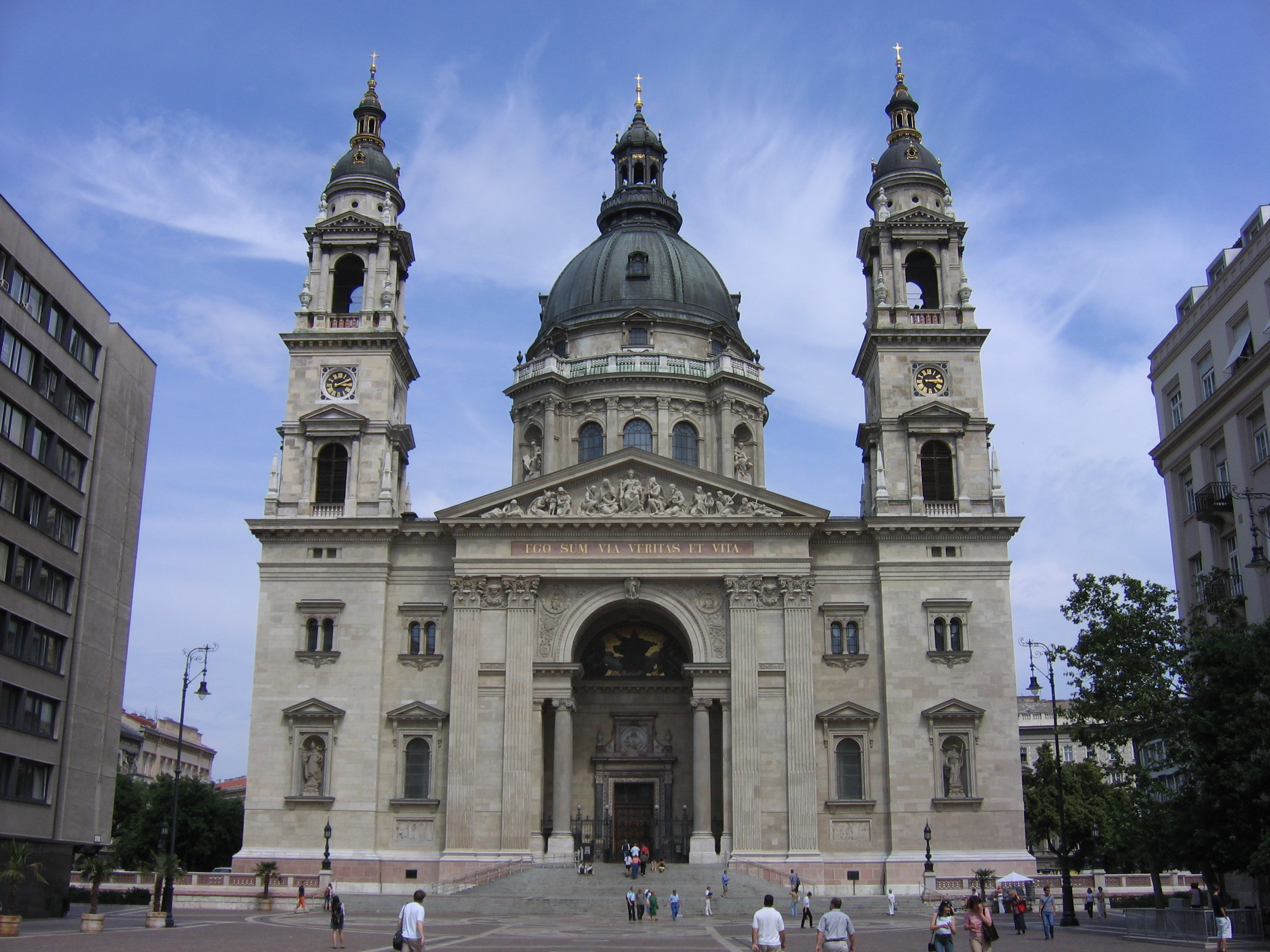
ブダペストの聖イシュトヴァーン大聖堂 （カトリック教会）
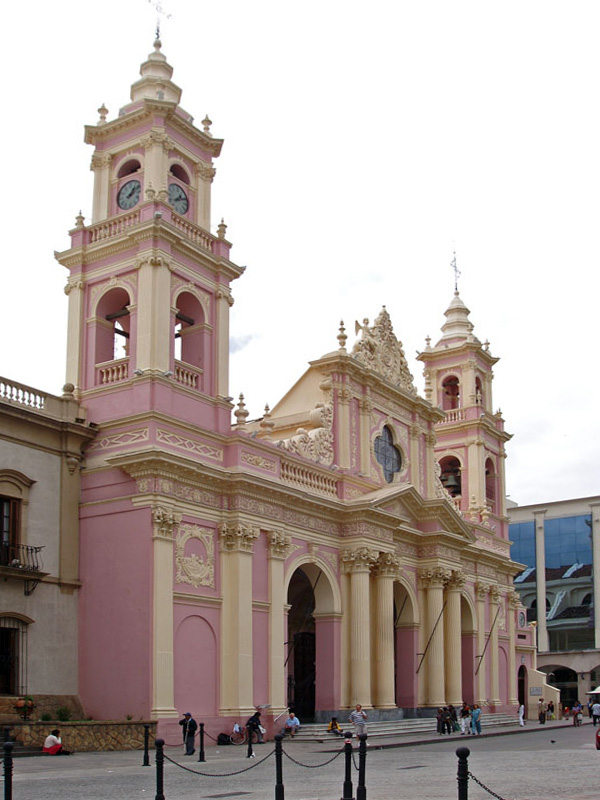
アルゼンチン、サルタのバシリカ （カトリック教会）
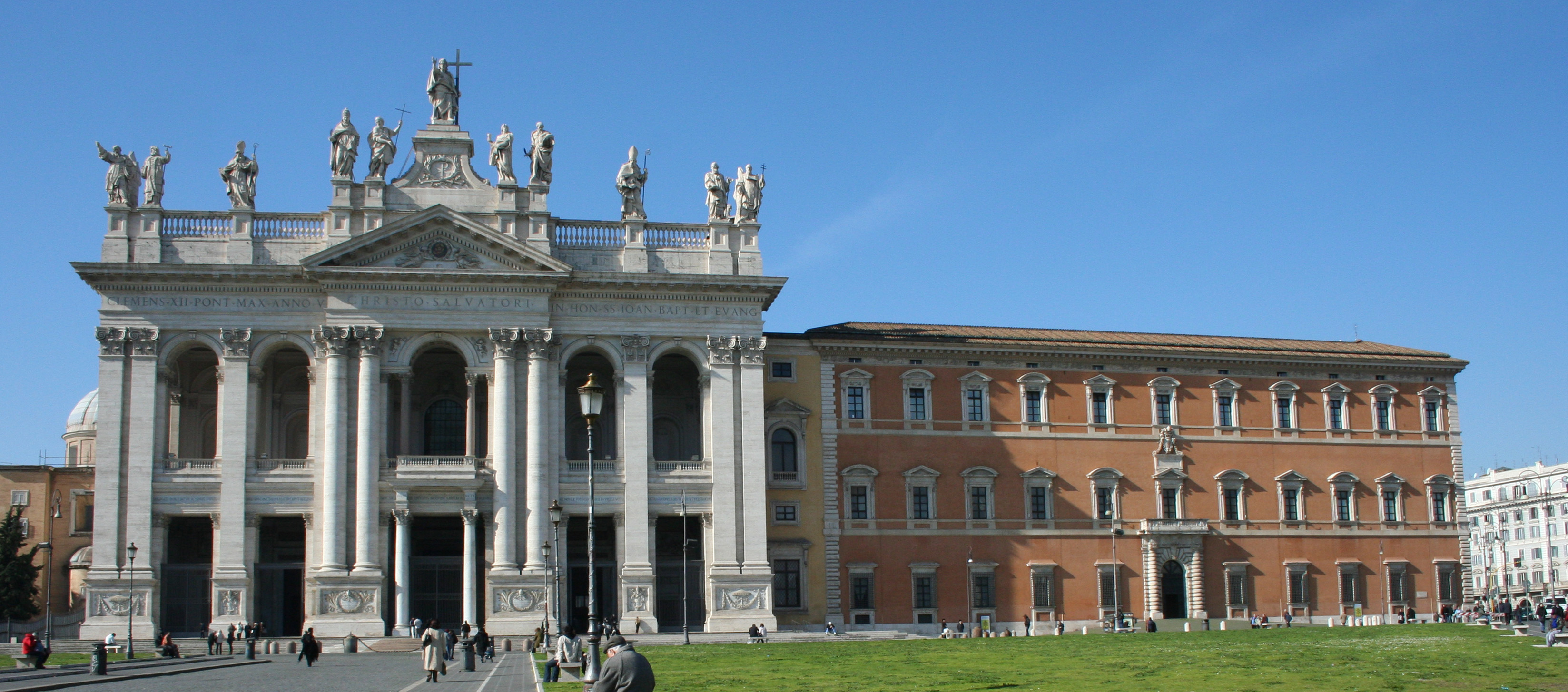
サン・ジョバンニ・イン・ラテラノ大聖堂 （カトリック教会）

#### 聖公会

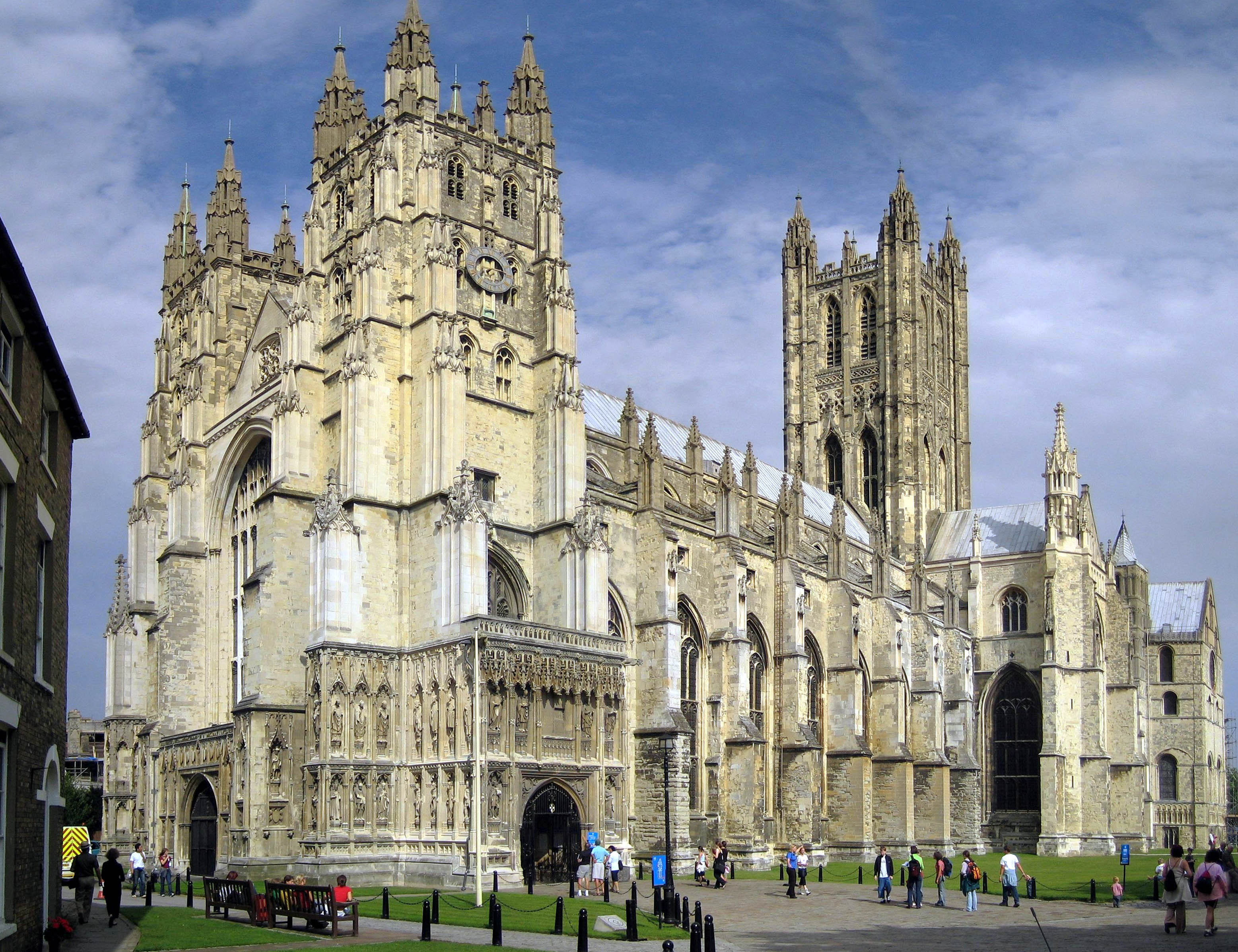
カンタベリー大聖堂（聖公会）

聖公会（英国国教会）・アングリカン・コミュニオンの一員たる日本聖公会では、カトリック教会とほぼ同様の語意を「大聖堂」（英語：Cathedral）の訳語に当てている。主教座聖堂と大聖堂はほぼ同義であり、小さな聖堂であっても主教座聖堂であれば大聖堂と呼ばれる。また国外の聖公会の主教座聖堂も大聖堂と訳される例が多い（例：クライストチャーチ大聖堂（ニュージーランド）など）。
珍しい例として、主教座はあるが常任の主教が存在しない教会堂が大聖堂と呼ばれる聖パトリック大聖堂 (ダブリン)がある。

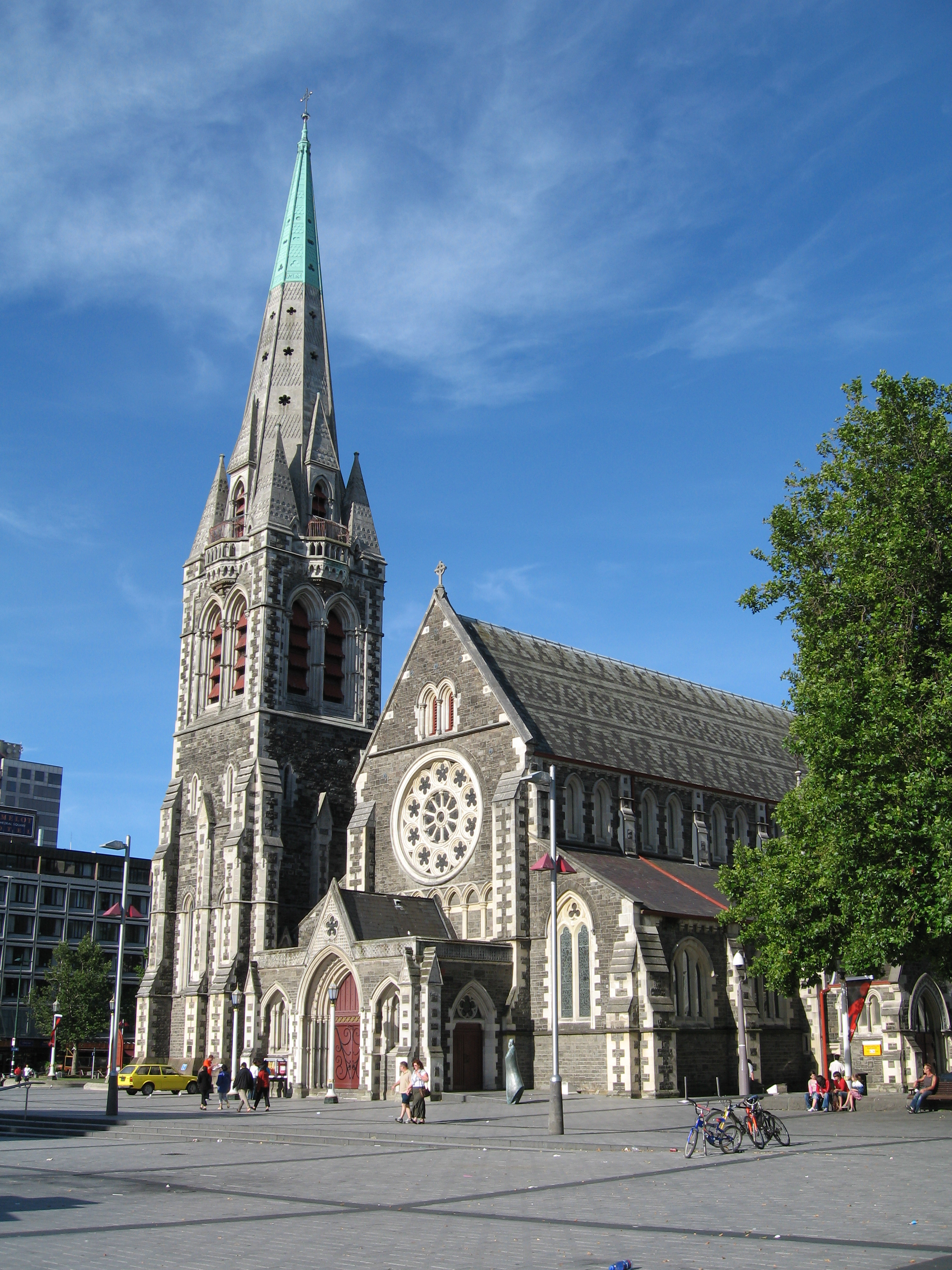
クライストチャーチ大聖堂（イングランド国教会）
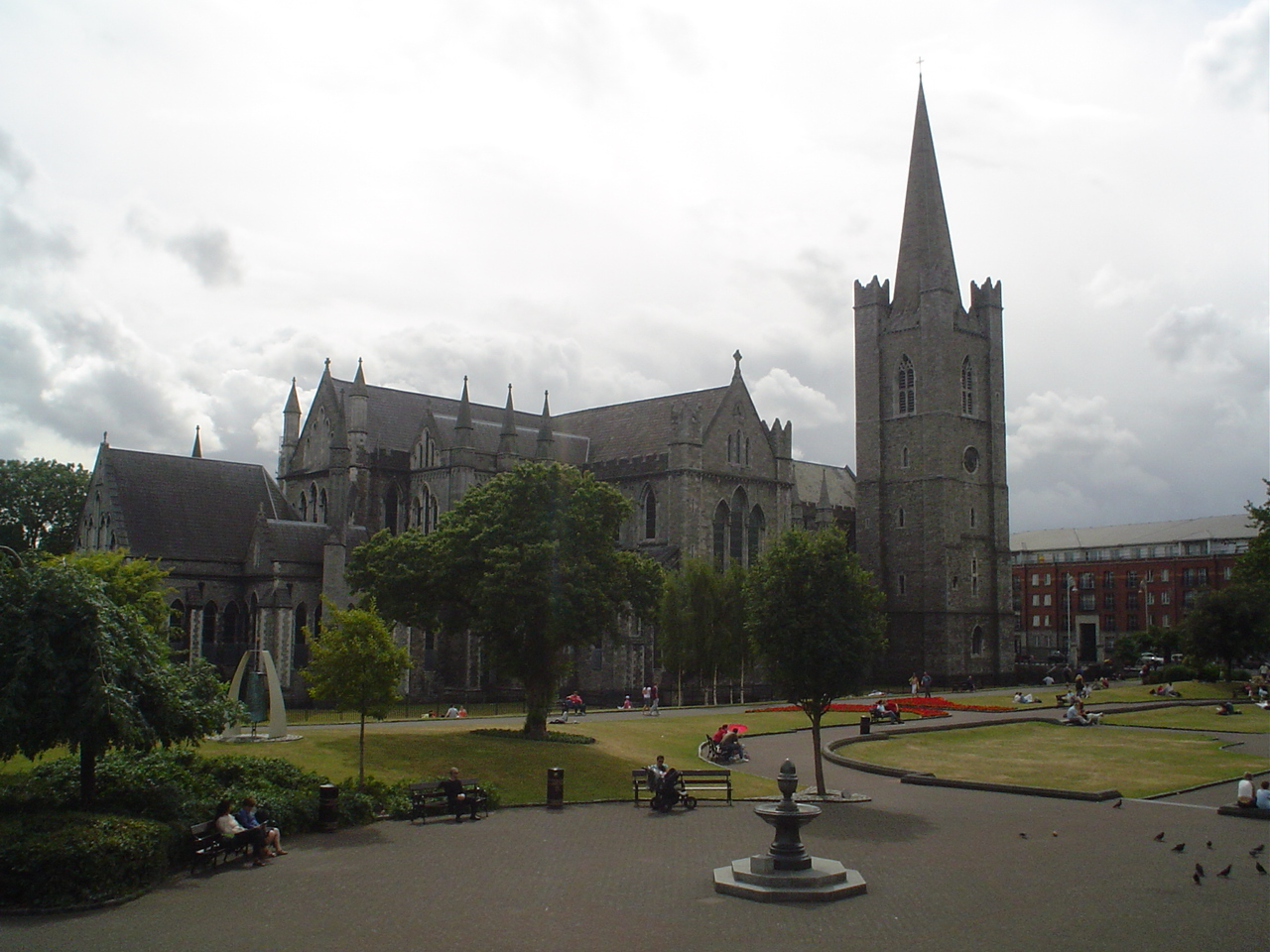
聖パトリック大聖堂（アイルランド国教会）

#### プロテスタント
プロテスタントにおいては一部例外を除き、主教が存在しない（ただしプロテスタントの一部にも監督制がある）。したがって主教座聖堂も存在せず、必然的にカトリック教会・聖公会とは違った語義が「大聖堂」に当てられる。
プロテスタントには様々な教派があり、術語の運用について一概に記述することは困難であるが、ドイツ福音主義教会（ベルリン＝ブランデンブルク＝シュレージシェ・オーバーラウジッツ福音主義教会）のベルリン大聖堂（ドイツ語: Berliner Dom、英語: Berlin Cathedral）やフィンランド福音ルター派教会のヘルシンキ大聖堂（フィンランド語: Helsingin tuomiokirkko or Suurkirkko、英語: Helsinki Cathedral）にみられるように、大型の聖堂に「大聖堂」の呼称が用いられる傾向がある。

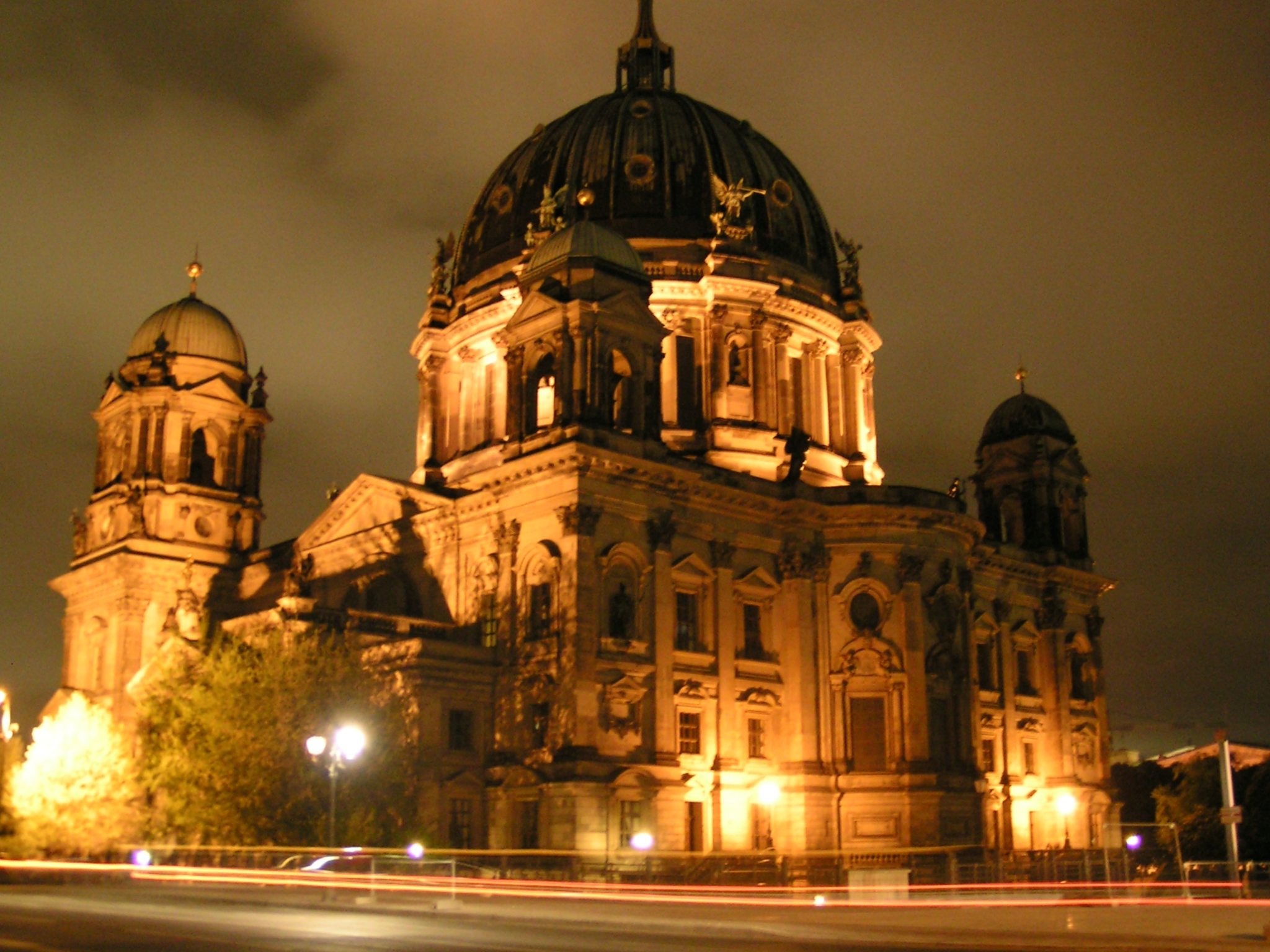
ベルリン大聖堂の夜景 （ドイツ福音主義教会）
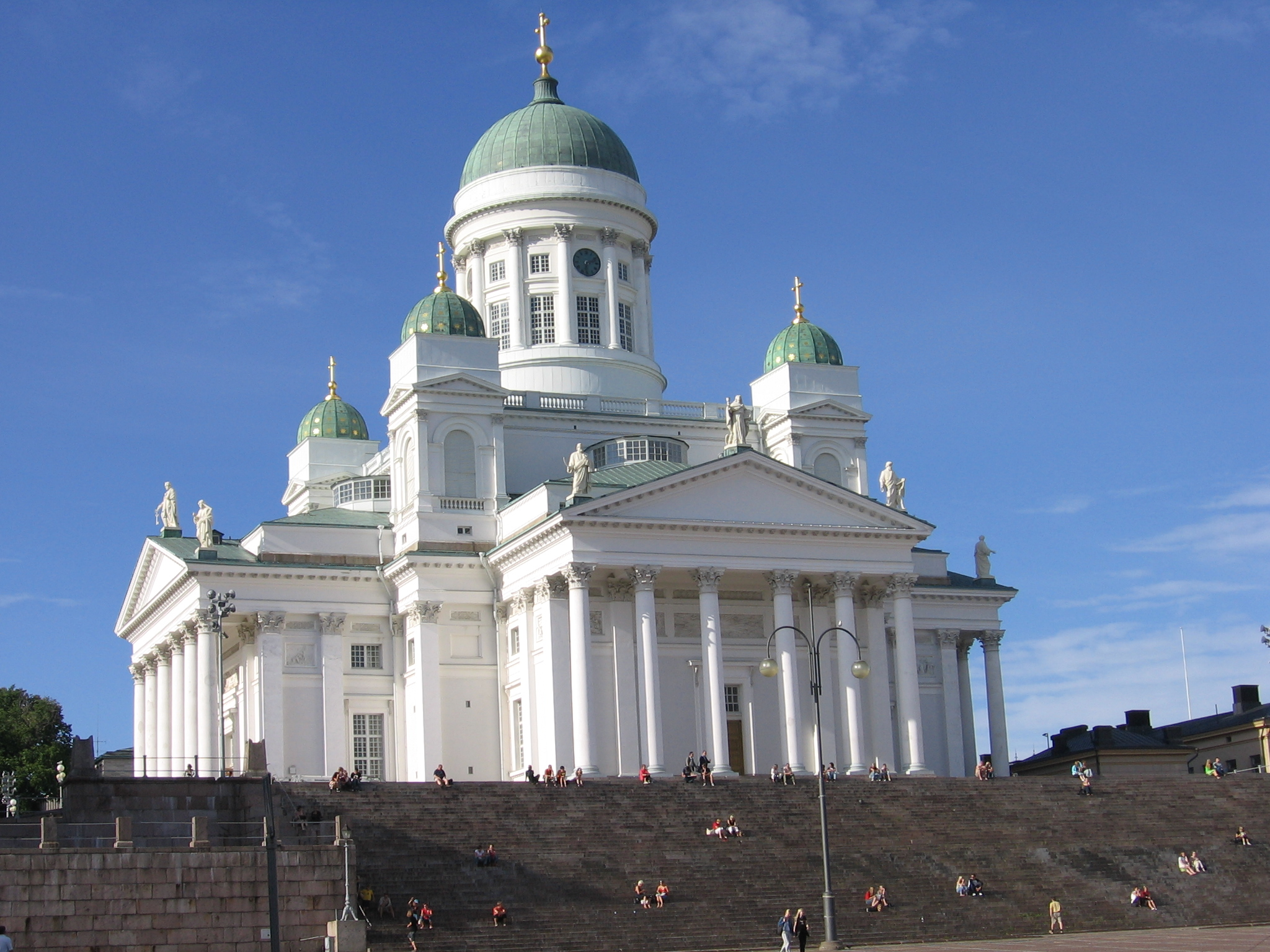
ヘルシンキ大聖堂 （フィンランド福音ルター派教会）
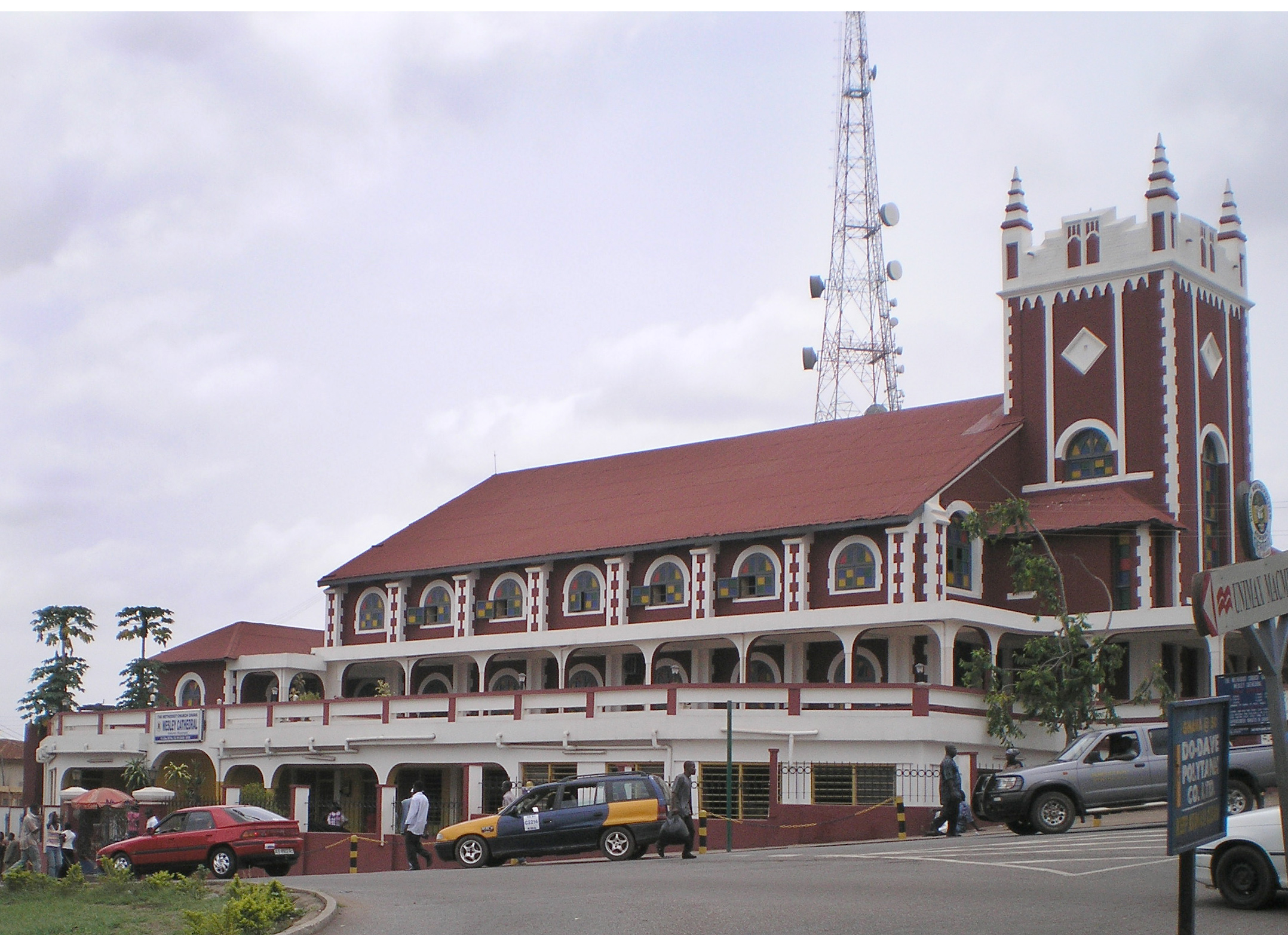
クマシにあるウェスレー・メソジスト大聖堂 （メソジスト）

## 建築構造・様式
大聖堂の建築様式は地域・時代によって様々な発展を経て、極めて豊富な多様性を呈している。
東ヨーロッパ、東地中海地域などにおいては東方教会（正教会、東方諸教会）によって各種の発展をみた。東地中海地域の大聖堂の様式はビザンティン建築に基づいているが、ルーシに伝わって以降の教会堂建築・大聖堂建築は東ローマ帝国で発展した様式の遺産を受け継ぎつつ、独自の様式を発展させていった。カフカースにおけるグルジア正教会や、バルカン半島におけるブルガリア正教会、セルビア正教会、ルーマニア正教会などの諸正教会もまた独自の様式を発展させ、ビザンティン建築からの影響を受けつつも、東地中海の諸建築の様式の枠内にとどまらない豊かな多様性を呈している。
西ヨーロッパにおいては西方教会（カトリック教会、聖公会、プロテスタント）によって各種の発展をみた。

## 日本の結婚式場における「大聖堂」
結婚式・披露宴専用の疑似教会堂である、いわゆるウェディングチャペルの中には「大聖堂」を名乗るものも存在する（例：港区北青山にある「セントグレース大聖堂」。